# Hermann Grieben

Hermann Grieben

Hermann Grieben (* 8. Februar 1822 in Köslin; † 24. September 1890) war ein deutscher Journalist und Dichter. Nach journalistischer Tätigkeit in seiner Heimat Pommern wirkte er von 1859 bis zu seinem Tode in der Rheinprovinz als Redakteur der Kölnischen Zeitung.

## Leben
Grieben wurde in Köslin als Sohn des Subrektors am  dortigen Gymnasium geboren; längere Zeit hatte er bei seinem Vater Unterricht. 1841 ging Grieben an die Universität Breslau. Dort studierte er anfänglich Theologie, wandte er sich aber bald den Bereichen der Philologie, Geschichtswissenschaften und der Literatur zu. 1843 veröffentlichte er mit Lieder eines Studenten seinen ersten Gedichtband. 1845 wurde er mit einer Dissertation über Dante zum Dr. phil. promoviert. Von 1846 bis 1848 arbeitete er in Laskowitz in Westpreußen als Hauslehrer.
Doch entschied er sich für den Beruf des Journalisten. Nach einem Volontariat in seiner Heimatstadt bei der Kösliner Zeitung wurde er 1850 Redakteur der Ostsee-Zeitung in Stettin, dann 1852 Redakteur der Lübeckischen Zeitung. Bereits 1853 ging er nach Stettin zurück, wo er verantwortlicher Redakteur der Pommerschen Zeitung wurde, einer 1849 unter dem Titel „Pommersche Bürgerzeitung“ gegründeten, bis 1866 erscheinenden Tageszeitung. Hier war er bis 1859 tätig; sein Nachfolger als Redakteur wurde Wilhelm Dunker.
1859 ging Grieben nach Köln, um Redakteur der Kölnischen Zeitung zu werden. In dieser Funktion wirkte er drei Jahrzehnte bis zu seinem Tod im Jahre 1890.

## Werke (Auswahl)
- Lieder eines Studenten. 1841.
- Liebfraue. Gedichte. 1854.
- Ernst Moritz Arndt von Rügen. Beitrag zum Arndt-Denkmal auf dem Rugard. 1869. (Gedichte)
- Gesammelte Gedichte. 1875. (3. Auflage 1884 unter dem Titel Rheinische Wanderlieder und andere Dichtungen)